# Roberto Giannarelli
Roberto Giannarelli (* 1957 in Rom) ist ein italienischer Filmregisseur.

## Leben
Nach seinem Schulabschluss leitete Giannarelli eine Kinosendung für die Radiostation „Città Futura“. Dadurch kam er in Kontakt mit der Leitung der Biennale von Venedig und belegte Drehbuchkurse bei Age. 1984 veröffentlichte Giannarelli das Buch Qui comincia l'avventura und drehte seinen ersten Videoclip. 1986 wirkte er als Regieassistent für die Brüder Taviani; im Folgejahr legte er seine Debütarbeit vor. Amore a cinque stelle entstand, wie sein Nachfolger Valzer. für das Fernsehen. Für die Leinwand drehte er nach eigenem Buch 1992 Centro storico, die Geschichte einiger junger Frauen, die, in einer kleinen Wohnung lebend, ihre Träume als unrealisierbar erkennen müssen.
Seither dreht Giannarelli zahlreiche Fernsehfilme, Auftragsarbeiten, Kurz- und Dokumentarfilme.

## Filmografie (Auswahl)
- 1987: Amore a cinque stelle (Fernsehfilm)
- 2005: L'isola de Calvino (Dokumentarfilm)